# Viktor Onopko
Viktor Saveljevitj Onopko, (ryska: Виҝтор Савельевич Онопко), född 14 oktober 1969 i Luhansk, Ukrainska SSR, Sovjetunionen, är en före detta rysk fotbollsspelare som spelade försvarare.
Onopko är en av rysk fotbolls största spelare genom tiderna och han är den spelare som har spelat flest landskamper för ryska landslaget med sina 109 stycken mellan 1992 och 2004. Där var han också lagkapten och bildade mittbackspar med Jurij Nikiforov. Under sin klubbkarriär så spelade han i Stachanovets Stachanov, Sjachtar Donetsk, Dynamo Kiev, Spartak Moskva, Real Oviedo, Rayo Vallecano, Alania Vladikavkaz och slutligen FC Saturn innan han slutade spela 2006.